# بادی سوان
بادی سوان (انگلیسی: Buddy Swan; ۲۴ اکتبر ۱۹۲۹ – ۲۱ مارس ۱۹۹۳) یک هنرپیشه اهل ایالات متحده آمریکا بود. وی بین سال‌های ۱۹۴۰ تا ۱۹۵۲ میلادی فعالیت می‌کرد.

## گزیده فیلمشناسی
از فیلم‌ها یا برنامه‌های تلویزیونی که وی در آن نقش داشته‌است می‌توان به آثار زیر اشاره کرد.
- کپی (فیلم ۱۹۴۰) (۱۹۴۰)
- همشهری کین (۱۹۴۱)
- کشتن تقدیر (۱۹۵۰)